# Soehrensia schickendantzii
Soehrensia schickendantzii ist eine Pflanzenart aus der Gattung Soehrensia in der Familie der Kakteengewächse (Cactaceae). Das Artepitheton schickendantzii ehrt den deutschen Chemiker Friedrich Schickendantz (1837–1896), der 1861 nach Argentinien immigrierte.

## Beschreibung
Soehrensia schickendantzii wächst strauchig oder gelegentlich einzeln, verzweigt jedoch in der Regel von der Basis aus und bildet Klumpen. Die zylindrischen bis länglichen, glänzend hellgrünen Triebe sind 15 bis 25 Zentimeter lang und weisen Durchmesser von bis zu 6 Zentimeter auf. Es sind 14 bis 18 niedrige und etwas scharfkantige Rippen vorhanden, die gekerbt sind. Die darauf befindlichen Areolen stehen sehr eng beieinander und berühren sich gelegentlich sogar. Die aus den Areolen entspringenden gelblichen Dornen sind biegbar und bis zu 1 Zentimeter lang. Es werden vier Mitteldornen ausgebildet. Gelegentlich werden es mit zunehmendem Alter mehr. Es sind neun Randdornen vorhanden.
Die röhrigen bis trichterförmigen, weißen, nicht duftenden Blüten erscheinen in der Nähe des Triebscheitels und öffnen sich in der Nacht. Sie sind 20 bis 22 Zentimeter lang. Die Blütenröhre ist dicht schwarz behaart. Die kugelförmigen, dunkelgrünen Früchte sind süß und reißen auf. Sie weisen eine Länge von bis zu 6 Zentimeter auf und erreichen einen Durchmesser von 5 Zentimeter.

## Verbreitung, Systematik und Gefährdung
Echinopsis schickendantzii ist in den argentinischen Provinzen Salta und Tucumán in mittleren Lagen von 1600 bis 3200 Metern verbreitet.
Die Erstbeschreibung als Echinopsis schickendantzii durch Frédéric Albert Constantin Weber wurde 1896 veröffentlicht. Boris O. Schlumpberger stellte die Art 2012 in die Gattung Soehrensia. Weitere nomenklatorische Synonyme sind Cereus schickendantzii F.A.C.Weber (1896), Cereus schickendantzii F.A.C.Weber ex K.Schum. (1897) und Trichocereus schickendantzii (F.A.C.Weber) Britton & Rose (1920).
In der Roten Liste gefährdeter Arten der IUCN wird die Art als „Least Concern (LC)“, d. h. als nicht gefährdet geführt.

## Nachweise

## Weiterführende Literatur
- Roy Mottram: The Rebut catalogues and revised taxonomic histories for Rebutia minuscula & Echinopsis schickendantzii. In: The Cactician. Nr. 9, 2016 (PDF).